# Labyrinthus

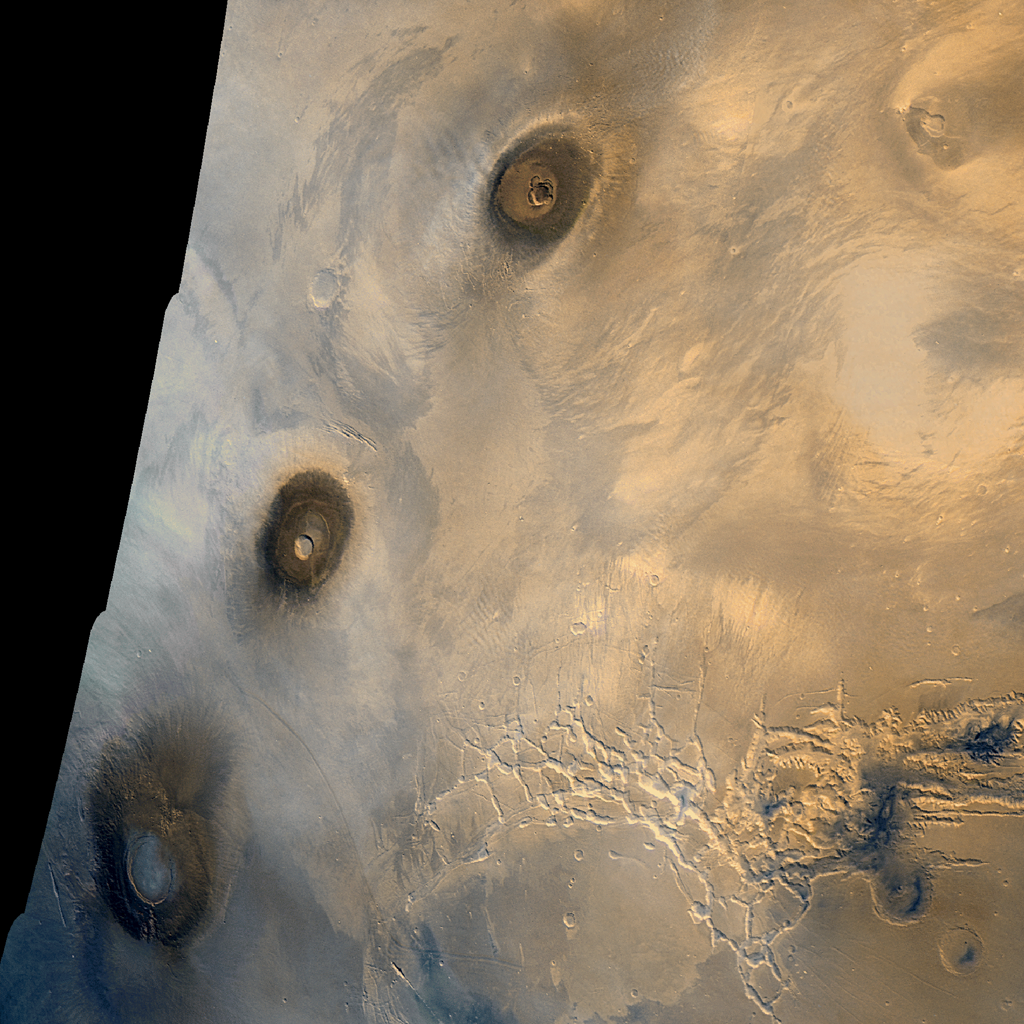
Il Noctis Labyrinthus di Marte, in basso a destra nella foto

Labyrinthus (plurale: labyrinthi, dal latino labyrinthus, "labirinto") è un termine utilizzato in esogeologia per designare regioni di un corpo celeste relativamente pianeggianti, ma attraversate da un sistema complesso di valli (valles) e canyon orientati in ogni direzione, che si intersecano a vicenda.
Il nome è stato assegnato dall'Unione Astronomica Internazionale a formazioni geologiche di questo tipo presenti sulla superficie di Venere, Marte, Cerere e Titano; la più celebre di queste è sicuramente il Noctis Labyrinthus (letteralmente "labirinto della notte"), situato nelle Valles Marineris di Marte.

## Labyrinthi
Labyrinthi su Marte
- Adamas Labyrinthus
- Angustus Labyrinthus
- Cydonia Labyrinthus
- Hyperboreus Labyrinthus
- Noctis Labyrinthus
- Tyrrhenus Labyrinthus

Labyrinthi su Venere
- Radunitsa Labyrinthus

Labyrinthi su Cerere
- Makahiki Labyrinthus

Labyrinthi su Titano
- Anbus Labyrinthus
- Corrin Labyrinthus
- Ecaz Labyrinthus
- Gamont Labyrinthus
- Gammu Labyrinthus
- Gansireed Labyrinthus
- Ginaz Labyrinthus
- Grumman Labyrinthus
- Harmonthep Labyrinthus
- Junction Labyrinthus
- Kaitain Labyrinthus
- Kronin Labyrinthus

- Lampadas Labyrinthus
- Lankiveil Labyrinthus
- Lernaeus Labyrinthus
- Muritan Labyrinthus
- Naraj Labyrinthus
- Niushe Labyrinthus
- Palma Labyrinthus
- Richese Labyrinthus
- Salusa Labyrinthus
- Sikun Labyrinthus
- Tleilax Labyrinthus
- Tupile Labyrinthus